# Méry-la-Bataille

Méry-la-Bataille este o comună în departamentul Oise, Franța. În 1 ianuarie 2022 avea o populație de 612 de locuitori.